# Abraxas prosthetocneca
Abraxas prosthetocneca är en fjärilsart som beskrevs av Louis Beethoven Prout 1925. Abraxas prosthetocneca ingår i släktet Abraxas och familjen mätare. Inga underarter finns listade i Catalogue of Life.